# Arrondissement di Anse-d'Ainault
L'arrondissement di Anse-d'Ainault è un arrondissement di Haiti facente parte del dipartimento di Grand'Anse. Il capoluogo è Anse-d'Ainault.

## Geografia antropica

### Suddivisioni amministrative
L'arrondissement di Anse-d'Ainault comprende 3 comuni:
- Anse-d'Ainault
- Dame-Marie
- Les Irois
- Duchanino